# One Piece: Pirate Warriors 4
One Piece: Pirate Warriors 4 (ワンピース 海賊無双4, Wan Pīsu: Kaizoku Musō 4) est un jeu vidéo de type hack 'n' slash développé par Omega Force et édité par Bandai Namco Games, sorti le 27 mars 2020 en édition standard, en édition deluxe qui inclut un Season Pass ainsi qu'en édition Kaido qui inclut un diorama.

## Personnages

### Personnages jouables

#### Équipage de Chapeau de paille
- Monkey D. Luffy : 
  - 1re partie : Normal, Enies Lobby, Après Water Seven, Archipel des Sabaody, Marine Ford, Après Marine Ford
  - 2e partie : Nouveau Monde, Dressrosa, Lucy, Île Tougato, Bound Man, Snake Man, Luffytaro
- Roronoa Zoro : 
  - 1re partie : Normal, Archipel des Sabaody
  - 2e partie : Nouveau Monde, Zorojuro
- Nami :
  - 1re partie : Normal, Alabasta, Water Seven
  - 2e partie : Nouveau Monde, O-Nami
- Usopp :
  - 1re partie : Normal, Enies Lobby, Sniperking, Après Water Seven
  - 2e partie : Nouveau Monde
- Sanji Vinsmoke : 
  - 1re partie : Normal, Mr. Prince
  - 2e partie : Nouveau Monde, Mariage, O-Soba Mask
- Tony-Tony Chopper :
  - 1re partie : Normal, Alabasta
  - 2e partie : Nouveau Monde
- Nico Robin :
  - 1re partie : Normal, Miss Allsunday
  - 2e partie : Nouveau Monde
- Franky :
  - 1re partie : Normal, Après Water Seven
  - 2e partie : Nouveau Monde
- Brook :
  - 1re partie : Normal
  - 2e partie : Nouveau Monde

#### Pirates
- Edward Newgate
- Marco
- Portgas D. Ace : Normal, Marine Ford
- Kaido
- Charlotte Linlin
- Charlotte Dent-de-chien
- Shanks
- Marshall D. Teach :
  - 1re partie : Normal
  - 2e partie : Nouveau Monde
- Bartolomeo
- Cavendish
- Trafalgar D. Water Law :
  - 1re partie : Normal
  - 2e partie : Nouveau Monde, Dynasty Warriors
- Eustass Kidd :
  - 1re partie : Normal
  - 2e partie : Nouveau Monde
- Basil Hawkins
- Capone Bege :
  - 1re partie : Normal
  - 2e partie : Nouveau Monde
- Dracule Mihawk
- Jinbe :
  - 1re partie : Normal
  - 2e partie : Nouveau Monde
- Don Quijote Doflamingo
- Crocodile
- Boa Hancock : Normal, Dynasty Warriors
- Baggy

#### Marine
- Sakazuki
- Borsalino
- Issho
- Smoker :
  - 1re partie : Normal
  - 2e partie : Nouveau Monde
- Tashigi :
  - 1re partie : Normal
  - 2e partie : Nouveau Monde

#### Autres
- Rob Lucci
- Kuzan :
  - 1re partie : Normal
  - 2e partie : Nouveau Monde
- Sabo : Normal, Lucy
- Emporio Ivankov
- Carrot : Normal
- Reiju Vinsmoke
- Ichiji Vinsmoke
- Niji Vinsmoke
- Yonji Vinsmoke

#### Personnages additionnels
- Charlotte Smoothie
- Charlotte Cracker
- Judge Vinsmoke
- X-Drake :
  - 1re partie : Normal
  - 2e partie : Nouveau Monde
- Killer
- Urouge
- Kinémon
- Kikunojo
- Oden Kozuki
- Monkey D. Luffy (bataille d'Onigashima)
- Kaido (bataille d'Onigashima)
- Yamato

### Personnages en alliés / ennemis
- Joz
- Vista
- Jack
- Charlotte Slurp
- Jesus Burgess :
  - 1re partie : Normal
  - 2e partie : Nouveau Monde
- Diamante
- Pica
- Bellamy
- Daz Bones
- Bentham
- Galdino
- Bellamy
- Sengoku
- Monkey D. Garp
- Kobby
- Sentomaru :
  - 1re partie : Normal
  - 2e partie : Nouveau Monde
- Blueno
- Kaku
- Jabura

### Autres personnages
- Nefertari Vivi
- Icebarg
- Spandam
- Silvers Rayleigh
- Rebecca
- Kyros
- Momonosuké Kozuki
- Charlotte Pudding
- Charlotte Brûlée

## Trame

### ArcAlabasta
- Arc Alabasta

### ArcEnies Lobby
- Arc Water Seven
- Arc Enies Lobby
- Arc Post-Enies Lobby

### ArcBataille de Marine Ford
- Arc Archipel des Sabaody
- Arc Marine Ford

### ArcEntrée dans le Nouveau Monde
- Arc Retour à Sabaody
- Arc Dressrosa

### ArcÎle Tougato
- Arc Île Tougato

### ArcPays des Wa(exclusif au jeu)
- Arc Pays des Wa (exclusif au jeu)